# 警察犯処罰令
警察犯処罰令（けいさつはんしょばつれい、明治41年9月29日内務省令第16号）は、警察犯に対する処罰を定めた内務省令。1908年9月29日公布、同令附則により同年10月1日施行。戦後、日本国憲法施行の際現に効力を有する命令の規定の効力等に関する法律1条の4により法律に改められた後、軽犯罪法附則2項により、廃止された。

## 概要
警察犯処罰令の前身は違式詿違条例（明治5年11月司法省布達に基づく条例）及びそれに代わり旧刑法（明治13年太政官布告第36号）に定められていた違警罪である。
旧刑法は新刑法（明治40年法律第45号）の施行により廃止されたが、従来の違警罪にあたる規定を設けなかったため、明治41年9月29日内務省令第16号として従来の違警罪にあたる規定を定めたのが警察犯処罰令である。
警察犯処罰令は刑罰を規定する実体法であり、拘留または科料の罪のみを定めていることから、警察官署が警察犯処罰令に基づき拘留または科料の罪を言い渡す場合の手続法として違警罪即決例が適用された。これにより警察署長またはその代理たる官吏は違警罪即決例に基づき略式の手続きで即決で拘留または科料の罪を言い渡すことができた。ただし不服ならば区裁判所に正式裁判を請求できるとされていた。
なお、警察官署ではなく通常裁判所が警察犯処罰令違反行為を裁判する場合には、一般の手続と同じく手続法として刑事訴訟法が適用された。
警察犯処罰令は補充法の一種であり、特別の規定がない限り刑法総則の適用を受けるとされ（明治43年3月1日大審院判決）、警察犯処罰令違反行為が成立するには一般犯罪構成要件を具備することが要件とされた。特別の規定としては刑法64条の例外として本令第4条において、本令に規定のある違反行為の教唆犯及び幇助犯も罰せられるが、情状により刑を免除することができると定められていた。

## 違反行為及び刑罰

### 違反行為
警察犯処罰令に処罰が規定されている行為は、主として保安警察、衛生警察、風俗警察、交通警察などにおいて比較的軽微な故意犯、過失犯である。
それらを列挙すると、以下のとおりである。
- 刑罰が拘留であるもの
  - 邸宅潜伏犯、密売淫犯、浮浪徘徊犯、強請面談犯（以上第1条第1号ないし第4号）
- 刑罰が拘留又は科料であるもの
  - 強請強売犯、乞丐犯、寄附強請および物品配付犯、入札妨害犯、業務妨害犯、誇大広告犯、出版物購読および広告掲載強制犯、無断広告料請求犯、祭事祝儀妨害犯、不申告犯および死体現状変更犯、交通風儀犯、交通妨害犯、交通危険予防懈怠犯、会衆妨害犯、雑沓犯、流言浮説犯、人心誑惑犯、医療妨害犯、催呪術乱用犯、身分詐称犯、虚偽申述犯、飲用水汚穢犯、流水妨害犯、身体刺文犯、出入禁止犯、標榜汚涜犯、事変官命拒否犯、常燈消火犯、田園果葉摘折犯、労働者虐待犯、身辺追随犯、物件抛棄犯、神祠仏堂汚涜犯、死体隠匿犯、飲食物他物混合犯、不正飲食物営利犯、舟筏獣類解放犯（以上第2条第1号ないし第37号）
- 刑罰が科料であるもの
  - 無許可死屍解剖犯、醜態犯、街路屎尿犯、銃統砲劇発物玩弄犯、焚火犯、発火物取扱懈怠犯、医師産婆拒招犯、官公署召喚拒否犯、飲食物無蓋陳列犯、汚穢物棄擲犯、精神病者監護懈怠犯、獣類使嗾驚逸犯、獣類繋鎖懈怠犯、動物虐待犯、工作物汚涜犯、橋梁損壊危険犯、田圃通行犯（以上第3条第1号ないし第17号）

### 刑罰
拘留は1日以上30日未満拘留場に留置することで、科料は10銭以上20円未満の金銭罰である。
もともとはこれらも処罰であるのだから、大日本帝国憲法第23条の規定により法律によらなければならないところであるが、明治23年法律84号（命令ノ条項違犯ニ関スル罰則ノ件）によって200円以内の罰金、1年以下の懲役、禁錮の罰則を命令で定め得ることを規定し、明治23年勅令208号（省令庁令府県令及警察令ニ関スル罰則ノ件）で、首相および各省大臣は法律で特に規定する場合以外は閣令または省令で200円以内の罰金もしくは科料または3月以下の懲役、禁錮もしくは拘留の罰則を付することができるとされた結果、この規定ができたのである。